# Фаэтон (созвездие)

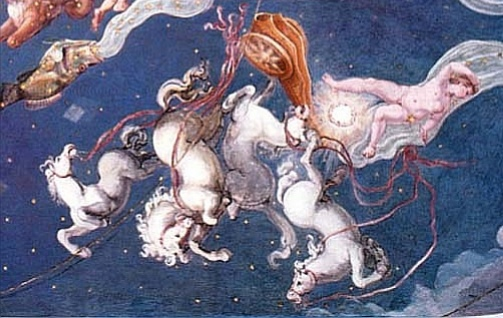
Фаэтон (справа), падающий в Эридан. Часть потолочной фрески на вилле Фарнезе, Италия. (неизвестный художник, 1573—1575)

Фаэто́н — гипотетическое созвездие, которое в Средние века помещали в южную приполярную, невидимую из Европы область небесной сферы. Располагали его в конце созвездия Эридан, поскольку, по древнегреческому мифу, Фаэтон, сын Гелиоса, сражённый перуном Зевса, был низвергнут с неба в мифическую реку Эридан.
Впервые появляется в «Звёздной карте», включённой в «Императорский Астрономикон» (лат. Astronomicon Caesareum) Апиана в 1540 году. Образ созвездия использовался в росписях куполов нескольких соборов второй половины XVI века, в частности, палаццо Беста, 1550 год. У астрономов созвездие признания не получило.